# Jean-Hugues Anglade
Jean-Hugues Anglade (Thouars, 29 juli 1955) is een Frans acteur, filmregisseur en scenarist.

## Leven en werk

### Afkomst, opleiding en debuut
Jean-Hugues Anglade werd geboren als de zoon van een dierenarts en van een sociaal assistente. Hij volgde lessen aan het gereputeerde CNSAD (Conservatoire national supérieur d'art dramatique) bij Antoine Vitez. Vanaf 1977 was hij af en toe te zien op de planken in klassieke stukken van Racine en Corneille. Het was Vitez die hem regisseerde en die hem in 1980 zijn eerste opdracht gaf: een rolletje in een televisiefilm. Daarna werkte Anglade mee aan enkele televisieseries. Hij zette zijn televisieactiviteiten stop eind 1983. Op het grote scherm debuteerde hij in 1982 naast gevestigde namen Jean Rochefort en Jean-Pierre Marielle in de misdaadfilm L'Indiscrétion. 

### Doorbraak
Het was echter de hoofdrol in het drama L'Homme blessé (1983) van Patrice Chéreau die hem de doorbraak bezorgde. Deze film werd bekroond met de César voor beste origineel script. Dat scenario draaide rond de passie die een jongere man voelt voor een oudere man én rond de verwarring veroorzaakt door de ontdekking van zijn homoseksuele geaardheid. 

### De jaren tachtig en de eerste helft van de jaren negentig: succesrollen
Vervolgens draaide Anglade zowel met routiniers (Jacques Deray, Michel Deville, Alain Corneau) als met opkomend talent (Luc Besson, Jean-Jacques Beineix).
Zo was hij te zien in Bessons heel succesrijke misdaadfilms Subway (1985) en Nikita (1990). Betty Blue (1986) zette Anglade (en medespeelster Béatrice Dalle) ook internationaal op de kaart. Beineix' belangrijkste succes was een noodlottig aflopend passioneel liefdesdrama dat werd genomineerd voor de Oscar voor beste niet-Engelstalige film in 1987. In die periode droeg Anglade praktisch alleen twee andere auteursfilms. Hij zakte met Alain Corneau af naar Bombay voor de opnames van de existentiële helemaal in India gesitueerde roadmovie Nocturne indien (1989) waarin Anglade op zoek is naar een verdwenen vriend maar op den duur vooral naar zichzelf. In Michel Deville's intiem en sensueel huis clos Nuit d'été en ville (1990) exploreren de man (Anglade) en de vrouw (Marie Trintignant) elkaar zowel fysisch als cerebraal verder nadat ze de liefde hebben bedreven. 
In 1994 viste Chéreau hem weer op voor zijn historisch drama La reine Margot. Zijn vertolking van de labiele koning Karel IX, een van de broers van 'Margot' (Margaretha van Valois), werd bedacht met de César voor beste acteur in een bijrol. In datzelfde jaar vertolkte hij een hysterische gewelddadige overvaller in de door Quentin Tarantino geproduceerde kraakfilm Killing Zoe. In 1995 mocht hij in Claude Sautets testamentfilm Nelly et Monsieur Arnaud als uitgever verliefd worden op Emmanuelle Béart, de jonge vrouw die Michel Serraults memoires uittikte.

### De magere jaren
In 1996 verwezenlijkte hij zijn eerste (en voorlopig laatste) speelfilm: Tonka, een liefdesverhaal tussen twee atleten. De film werd volledig genegeerd door het publiek en door de kritiek. In datzelfde jaar speelde hij in de avontuurlijke actiefilm Maximum Risk van Hongkongfilmregisseur Ringo Lam nog een belangrijke bijrol naast Jean-Claude Van Damme.
Daarna kwam zijn filmcarrière in een langdurige dip terecht. Hij vertolkte hoofdrol na hoofdrol in films die weinig bijval genoten. Gevestigde naam Jean-Jacques Beineix vroeg hem voor de rol van een van moord verdachte psychoanalyticus in zijn thriller Mortel transfert (2001) maar ook deze film werd een commercieel fiasco. Andere films volgden waarin Anglade niet meer de absolute hoofdrol speelde maar het succes bleef uit. Twee vermeldenswaardige films waren wel Le affinità elettive (1997) en Villa Amalia (2009), twee drama's waarin hij de affiche deelde met steractrice Isabelle Huppert. In 2009 deed Patrice Chéreau voor de derde keer een beroep op zijn talent in het bevreemdende psychodrama Persécution. Anglade hield er, vijftien jaar na de vorige, een derde nominatie voor de César voor beste acteur in een bijrol aan over.

### Televisie
In 2002, na een afwezigheid van twintig jaar, kwam hij weer terecht in de wereld van het kleine scherm. Hij deed enkele opgemerkte gastoptredens in de gerenommeerde Amerikaanse televisieseries The Sopranos (seizoen 4, 2002) en John Adams (2008). Nog enkele jaren later knoopte hij opnieuw aan met het succes, dankzij nieuwe televisierollen. Hij speelde politiecommissaris Jean-Baptiste Adamsberg in vier televisiefilms (Josée Dayan, 2008-2010) gebaseerd op werk van detectiveromanschrijfster Fred Vargas. De rol van Adamsberg en deze van Eddy Caplan, lid van de gerechtelijke politie, in de misdaadthrillertelevisiereeks Braquo (4 seizoenen, 2009-2015) plaatsten Anglade opnieuw in de schijnwerpers. 
Jean-Hugues Anglade heeft twee zonen.

### Aanslag in Thalys
Op 21 augustus 2015 raakte hij licht gewond bij een schietpartij in de Thalys van Amsterdam naar Parijs omdat hij een alarm zou hebben ingeslagen.

## Filmografie

### Acteur (ruime selectie)
- 1982: L'Indiscrétion (Pierre Lary)
- 1983: L'Homme blessé (Patrice Chéreau)
- 1984: La Diagonale du fou (Richard Dembo)
- 1985: Subway (Luc Besson)
- 1985: Les Loups entre eux (José Giovanni)
- 1986: Betty Blue (37°2 le matin) (Jean-Jacques Beineix)
- 1987: Maladie d'amour (Jacques Deray)
- 1989: Nocturne indien (Alain Corneau)
- 1990: Nikita (Luc Besson)
- 1990: Nuit d'été en ville (Michel Deville)
- 1993: Les Marmottes (Élie Chouraqui)
- 1994: La reine Margot (Patrice Chéreau)
- 1994: Killing Zoe (Roger Avary)
- 1994: Léon (Luc Besson)
- 1995: Les Cent et Une Nuits de Simon Cinéma (Agnès Varda)
- 1995: Dis-moi oui (Alexandre Arcady)
- 1995: Nelly et Monsieur Arnaud (Claude Sautet)
- 1996: Les Menteurs (Élie Chouraqui)
- 1996: Maximum Risk (Ringo Lam)
- 1996: Tonka (Jean-Hugues Anglade)
- 1997: Le affinità elettive (Paolo en Vittorio Taviani)
- 1999: Le Prof (Alexandre Jardin)
- 2000: En face (Mathias Ledoux)
- 2000: Princesses (Sylvie Verheyde)
- 2001: Mortel transfert (Jean-Jacques Beineix)
- 2003: Laisse tes mains sur mes hanches (Chantal Lauby)
- 2003: Il est plus facile pour un chameau... (Valeria Bruni Tedeschi)
- 2004: Taking Lives (D. J. Caruso)
- 2005: L'Anniversaire (Diane Kurys)
- 2006: Shake Hands with the Devil (Roger Spottiswoode)
- 2007: La Face cachée (Bernard Campan)
- 2009: Villa Amalia (Benoît Jacquot)
- 2009: Persécution (Patrice Chéreau)
- 2010: Le Marquis (Dominique Farrugia)
- 2011: Mineurs 27 (Tristan Aurouet)
- 2012: Amitiés sincères (François Prévôt-Leygonie en Stephan Archinard)
- 2013: L'Autre Vie de Richard Kemp (Germinal Alvarez)
- 2015: Je suis un soldat (Laurent Larivière)
- 2015: Suburra (Stefano Sollima)
- 2018: Le Grand Bain (Gilles Lellouche)

### Regisseur
- 1996: Tonka

## Prijzen en nominaties

### Prijzen
- 1987: Prix Jean-Gabin
- 1995: La reine Margot : César voor beste acteur in een bijrol

### Nominaties

#### César voor beste jong mannelijk talent
- 1984: L'Homme blessé

#### César voor beste acteur
- 1987: Betty Blue
- 1990: Nocturne indien

#### César voor beste acteur in een bijrol
- 1986: Subway
- 1996: Nelly et Monsieur Arnaud
- 2010: Persécution

- Biblioteca Nacional de España: XX1173767
- Bibliothèque nationale de France: cb12217346t (data)
- Gemeinsame Normdatei: 1023625741
- International Standard Name Identifier: 0000 0001 2148 6722
- Library of Congress Control Number: n93064800
- MusicBrainz: 02709beb-defb-420a-9129-b8a0c25aa483
- Nationale Bibliotheek van Tsjechië: pna2010579405
- Nationale Bibliotheek van Israël: 987007328124405171
- Nederlandse Thesaurus van Auteursnamen: 07292702X
- SNAC: w6rv0vhb
- Système universitaire de documentation: 03083774X
- Virtual International Authority File: 117097071
- WorldCat: E39PBJg4hfRdG4XJpYqKkvwwG3